# Palau presidencial de Chișinău
El palau presidencial de Chișinău (en romanès: Clădirea Președinției Republicii Moldova) és la residència oficial del president de Moldàvia.

## Història

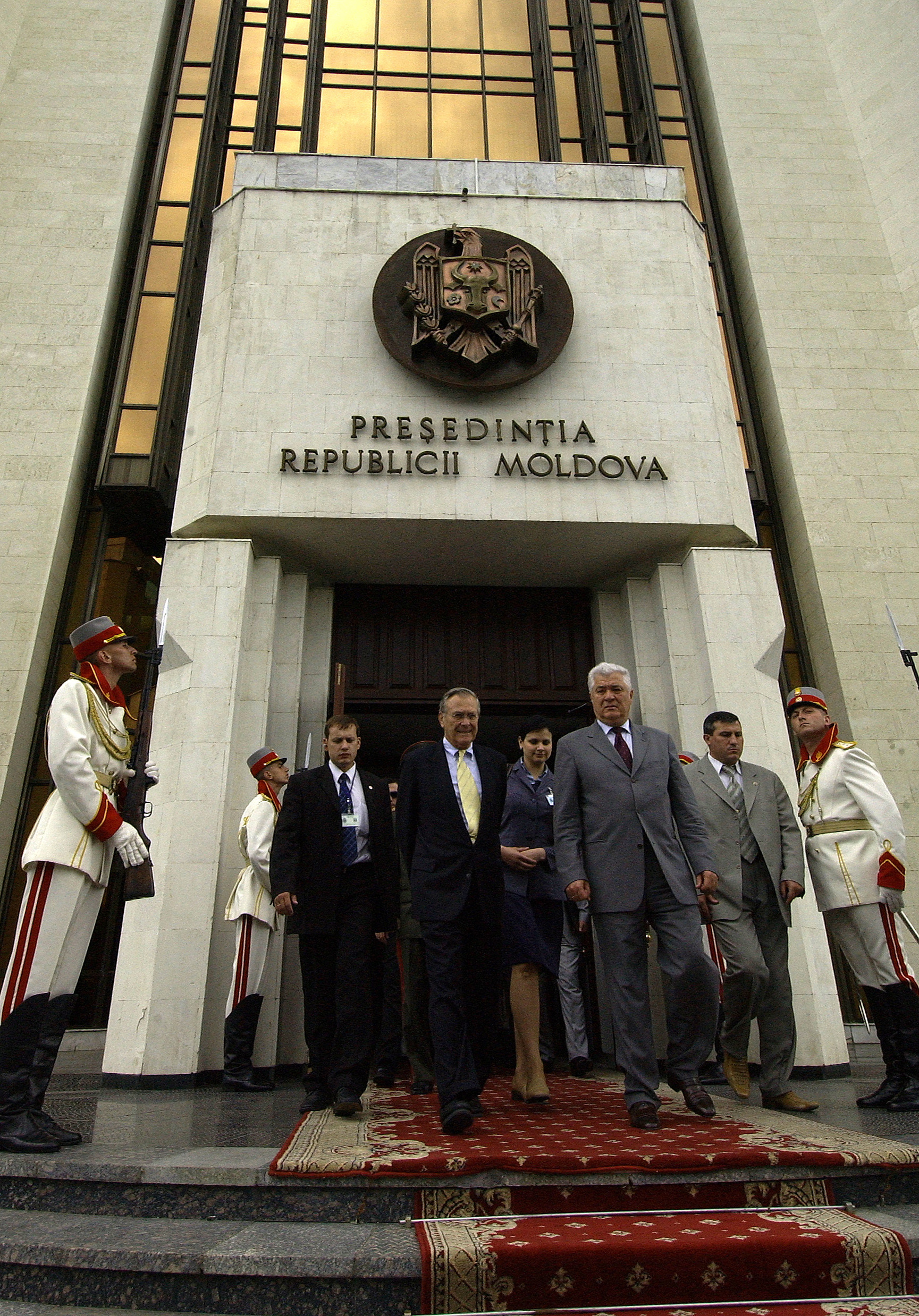
Vladimir Voronin i Donald Rumsfeld a l'entrada del palau.

L'edifici va ser construït entre 1984 i 1987 per Yuri Tumanean, Arkady Zaltman i Viktor Iavorski. L'edifici es va construir al lloc de l'església luterana alemanya que data de la dècada de 1830. Va ser fet per ser el nou edifici del Soviet Suprem de l'RSS de Moldàvia. La Declaració d'independència de Moldàvia del 27 d'agost de 1991 va ser signada i adoptada al palau pel Soviet Suprem. Després que Moldàvia va aconseguir la seva independència, l'edifici es va convertir en la residència del president de Moldàvia a partir del 2001 amb el president Vladimir Voronin. L'edifici va ser devastat durant les protestes del 7 d'abril de 2009 contra el president Voronin. Arran de la protesta, el palau va ser tancat.

### Reformes
En els primers anys de la presidència de Dodon, es van prendre mesures per renovar el palau amb l'ajuda del govern turc. El palau recentment renovat es va inaugurar el 17 d'octubre de 2018, en presència del president Dodon i el president turc Recep Tayyip Erdogan. El gener següent, Dodon va convidar els expresidents Petru Lucinschi i Mircea Snegur a fer una visita al palau recentment renovat. L'abril de 2019, els periodistes moldaus van fer una visita al palau per permetre que la premsa entengués les renovacions. El Dia de la Independència al 2020, a causa de la pandèmia de COVID-19 a Moldàvia, es va celebrar una cerimònia nacional tancada al públic al Saló Històric del Palau Presidencial.

## Descripció
En descriure la renovació, el president Dodon va fer broma: «No hi havia res aquí quan vam arribar, però ja sabeu, sóc un home que atresora la seva casa, així que vam portar algunes coses». Sota el seu mandat, va mantenir un soterrani de vi creat, un llac artificial i una granja de pollastres. La seva presidència també va incloure la presentació d'un Ziua Ușilor Deschise (Dia de Portes Obertes) al palau per a la joventut moldava.

## Galeria

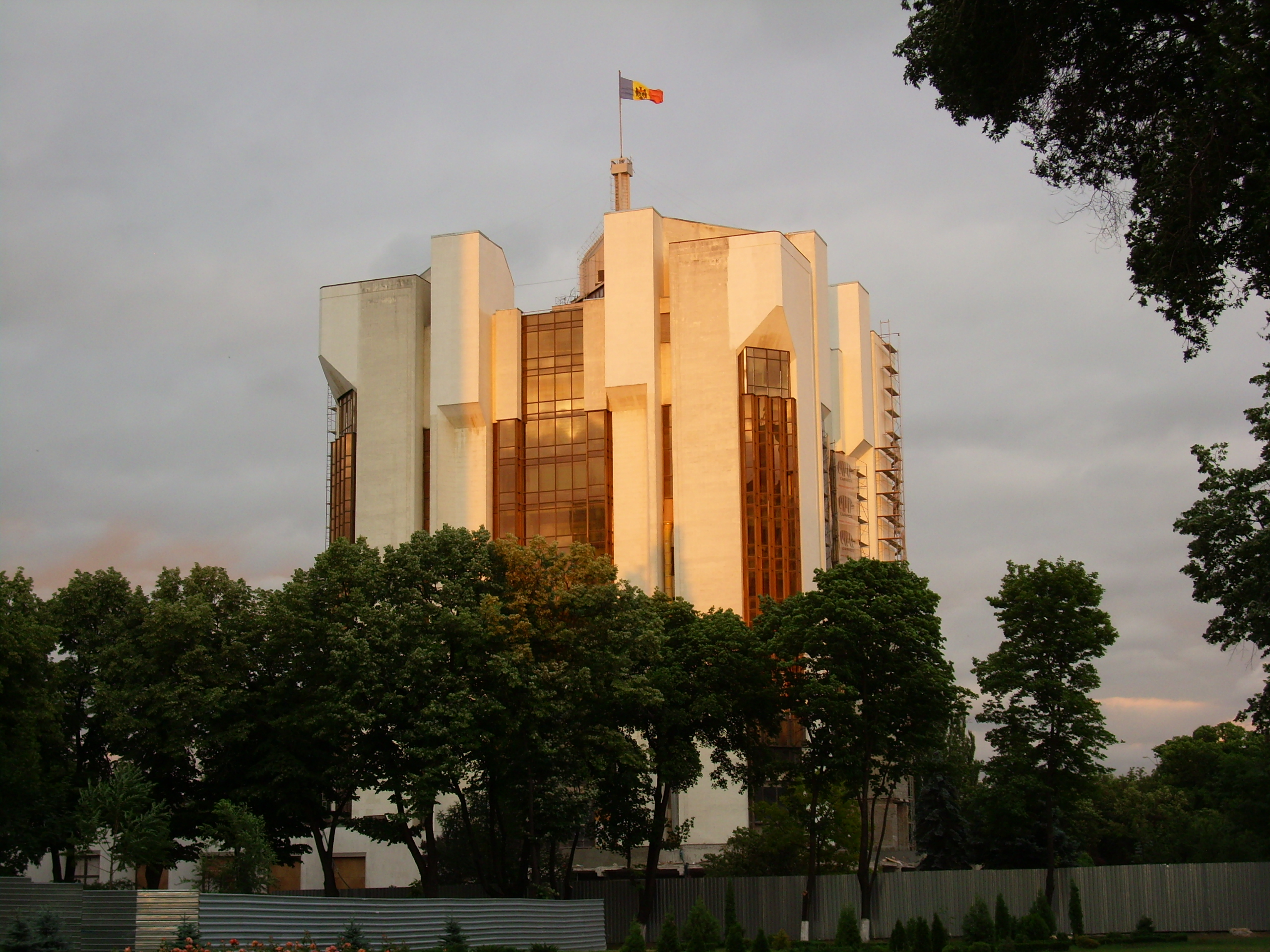
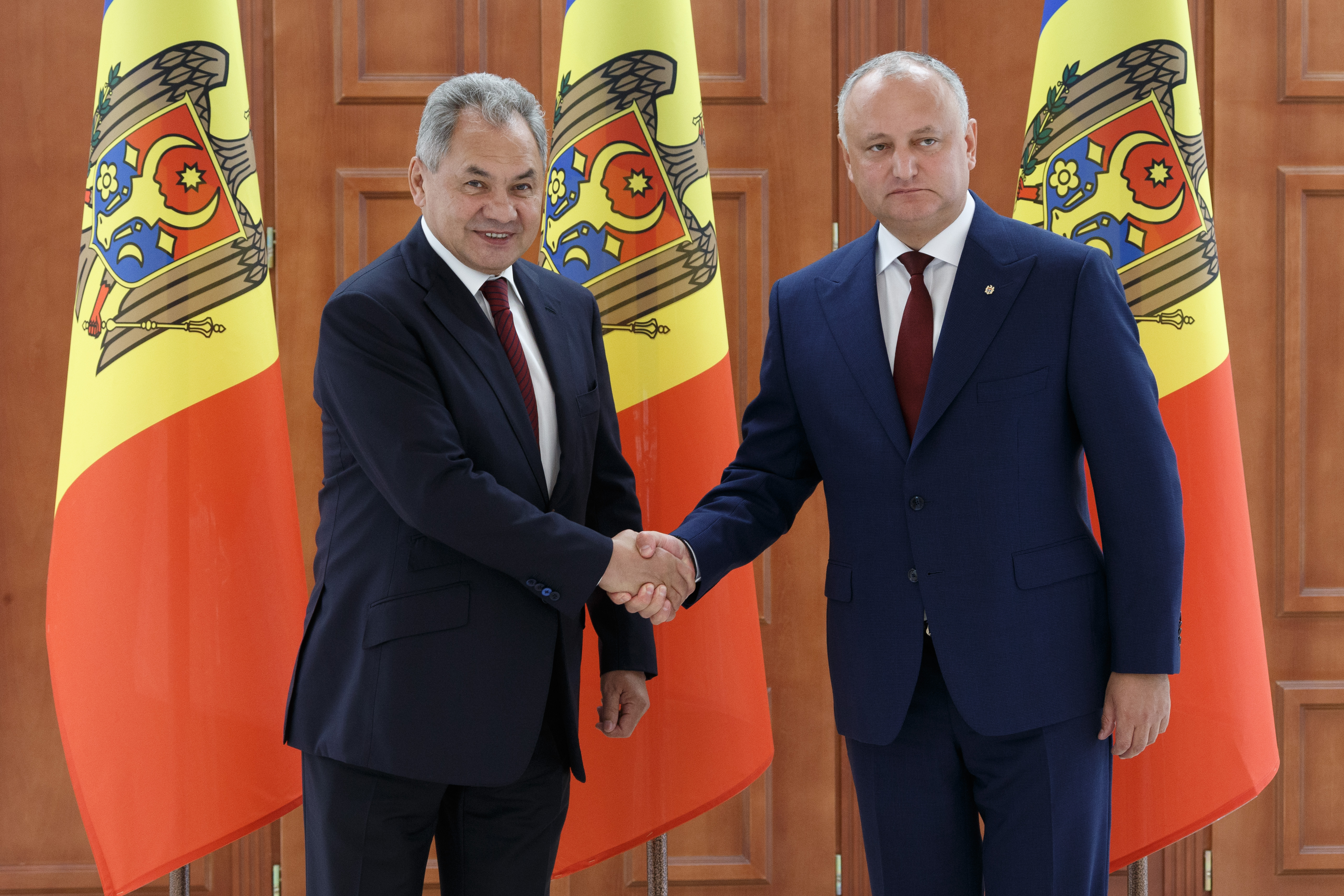
El president Igor Dodon saludant Sergey Shoygu al palau l'agost de 2019.
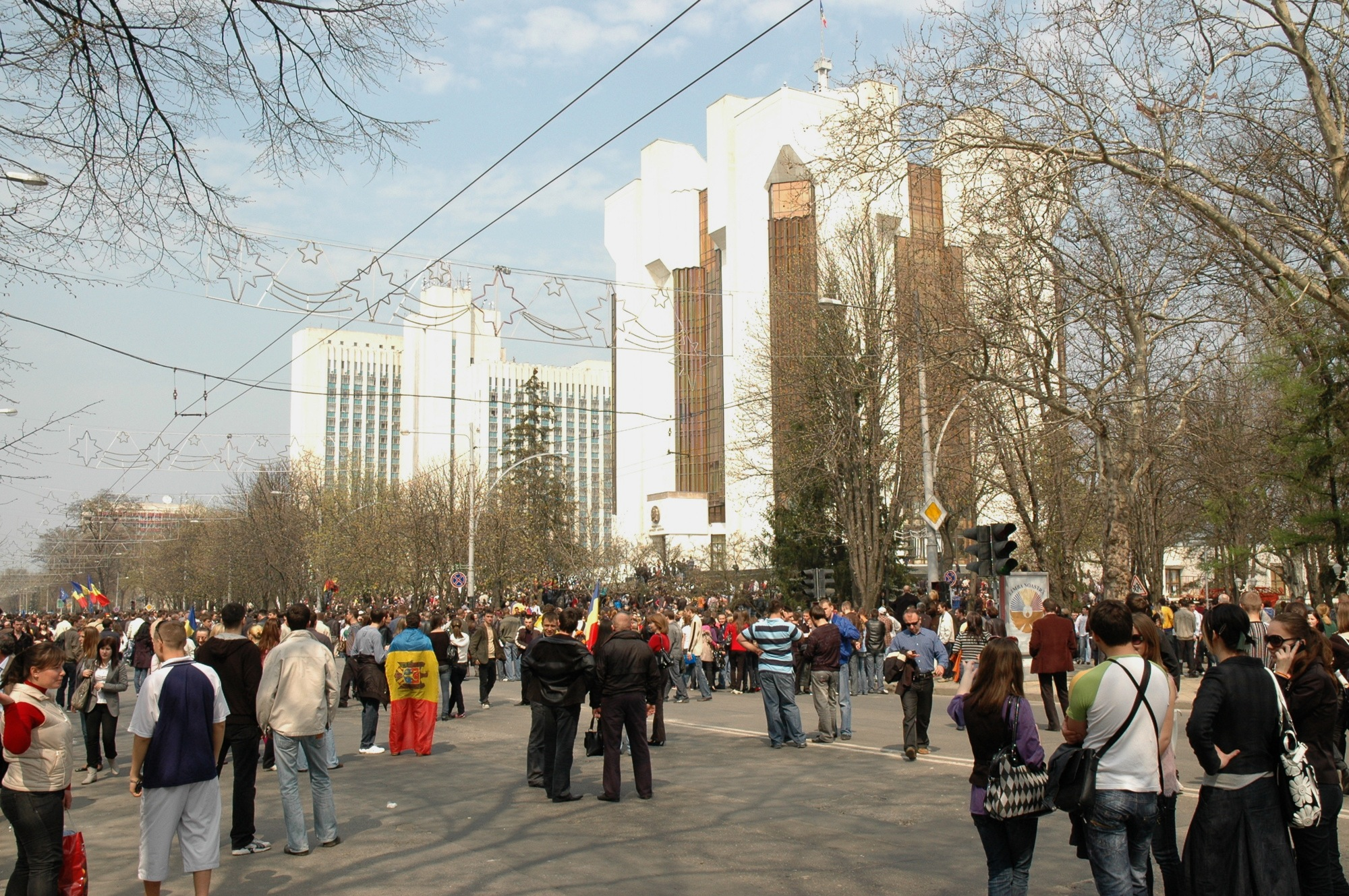
Durant els disturbis a Chisinau el 2009.
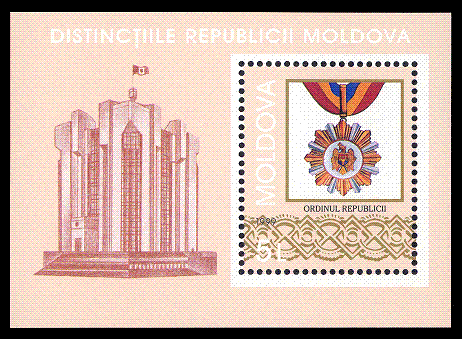
El palau amb un segell moldau
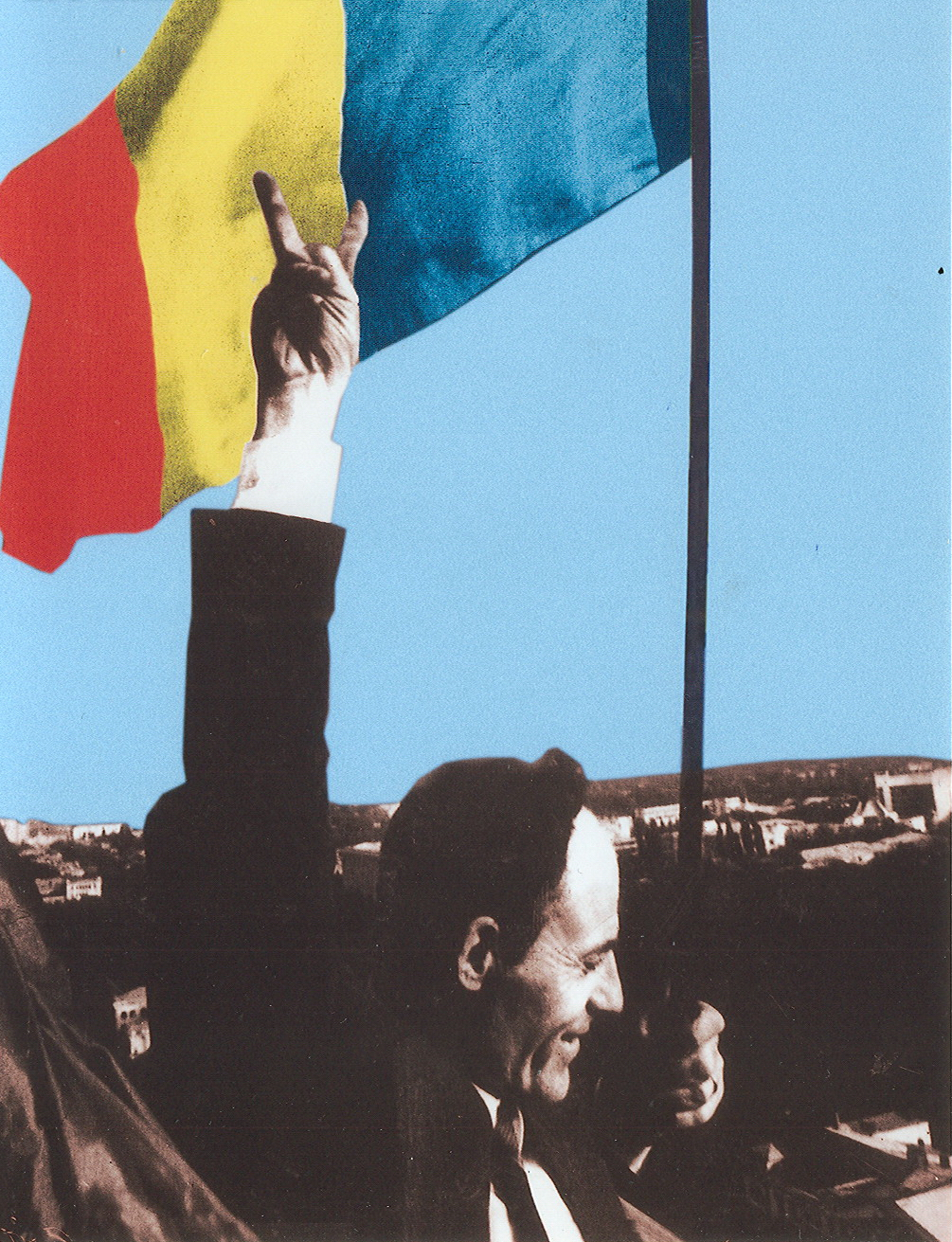
Gheorghe Ghimpu va aixecar la bandera romanesa sobre l'edifici el 1990.